# Telmerk

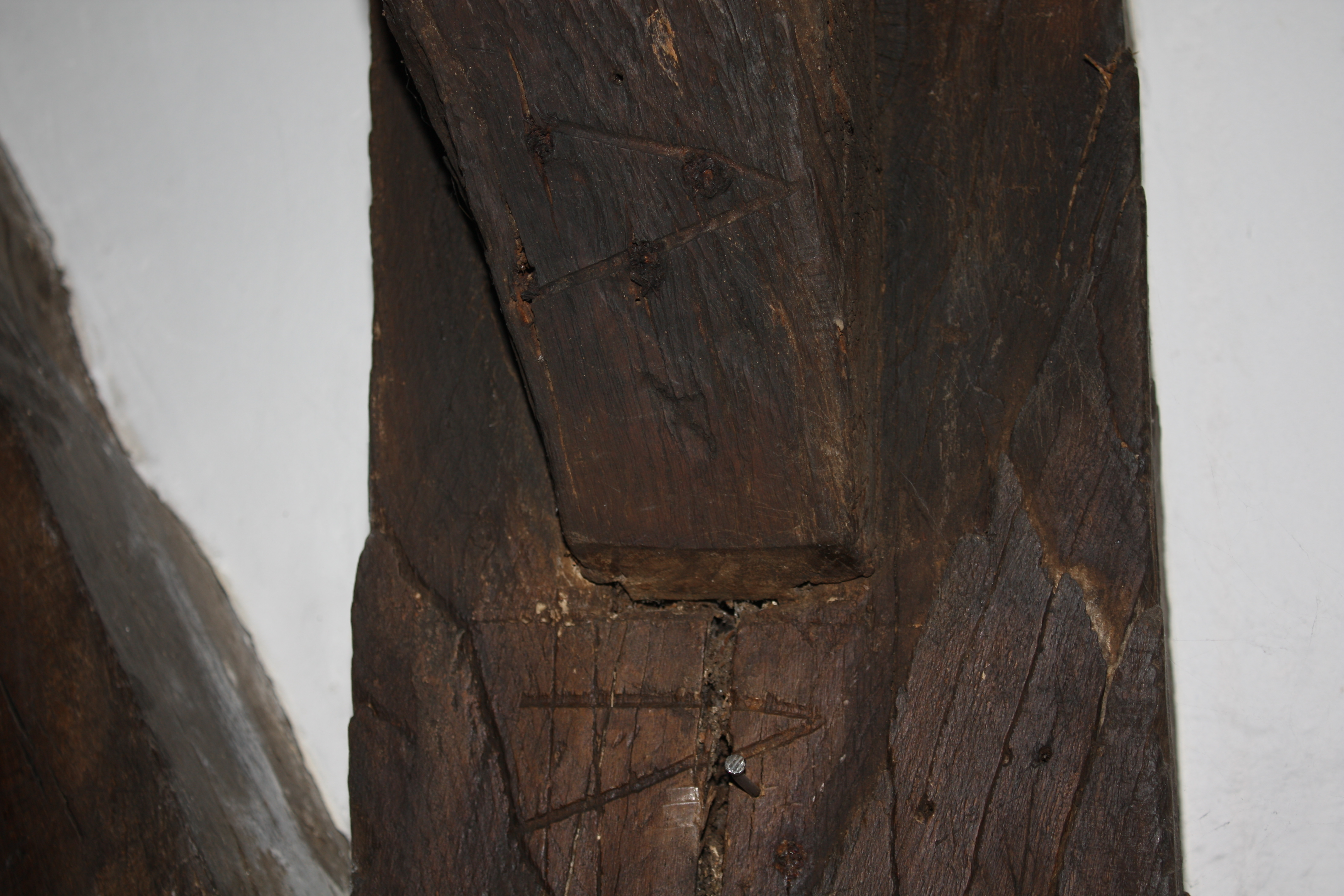
Gehaald telmerk (V) op een stijl en het korbeel

Een telmerk is een gesneden, gehaald of ingehakt kenmerk op een onderdeel van een houtconstructie. Met telmerken werden de bij elkaar horende constructieonderdelen en verbindingen van kapconstructies en gebinten aangegeven, zodat men deze op de bouwplaats op de juiste positie aanbracht.
Bij gebinten van boerderijen werden telmerken vaak aangebracht op zowel de ankerbalk, de korbelen en de langsschoren van de gebintplaat. Per gebintvlak, of travee, kregen alle onderdelen hetzelfde cijfer; Het eerste gebint (I), het volgende gebint (II, III, IV) enzovoorts), waarbij er aan één zijde een kenmerk of pootje aan alle merken werd toegevoegd (λ) zodat men links en rechts kon onderscheiden. Er zijn echter ook voorbeelden van gebinten waarbij men over alle stijlen in één rij doortelde, en weer eindigde waar men begon. Op deze manier hadden onderdelen in hetzelfde gebintvlak dus een ander cijfer of merk. Aan telmerken is dus vaak te zien of een houtconstructie nog een oorspronkelijke structuur heeft, maar ook of het het hout is hergebruikt, of dat er onderdelen vervangen zijn.
De telmerken van vóór ongeveer 1350 werden gesneden of gehaald en bestonden meestal uit Romeinse cijfers. Latere telmerken werden vaak gehakt met een beitel.
Ook zijn er telmerken die uit ronde gaatjes bestaan.

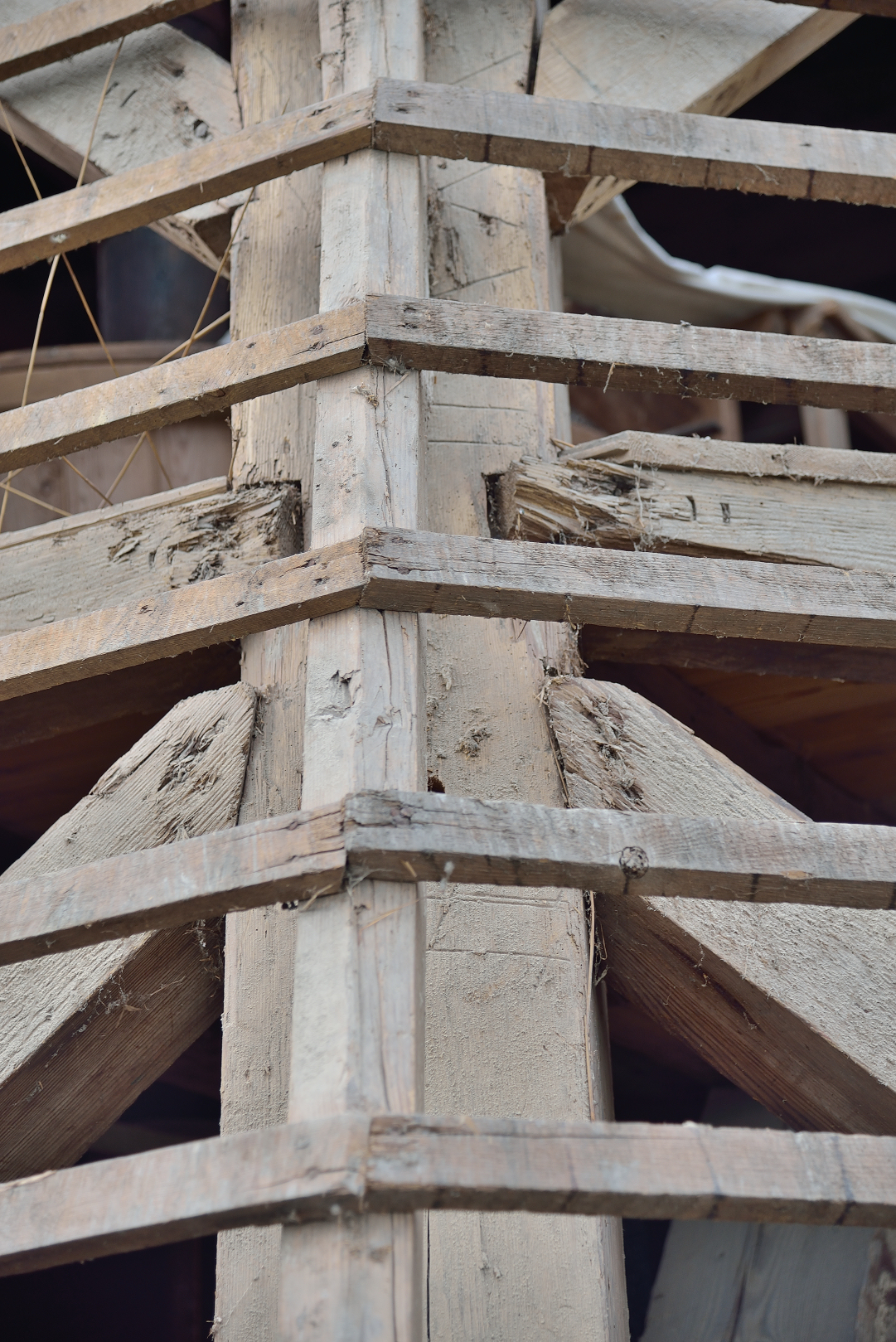
Gehaalde of gesneden telmerken, vlotmerken of eigendomsmerken op de buitenkant van de achtkantstijl van de Walderveense molen
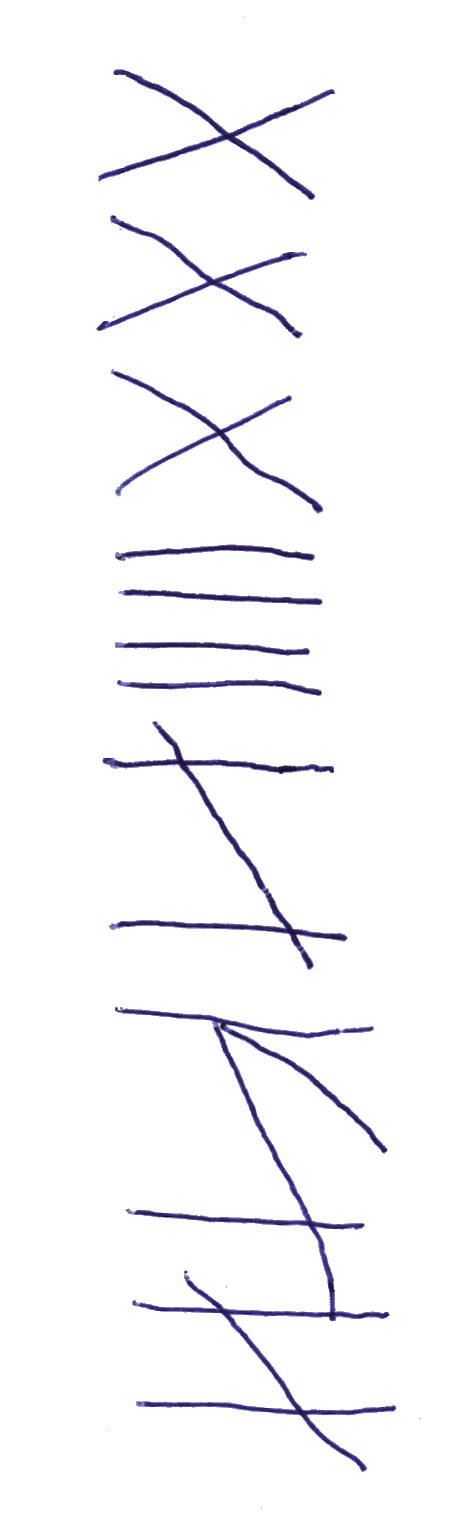
Gehaalde of gesneden telmerken, vlotmerken of eigendomsmerken op de buitenkant van de achtkantstijl van de Walderveense molen
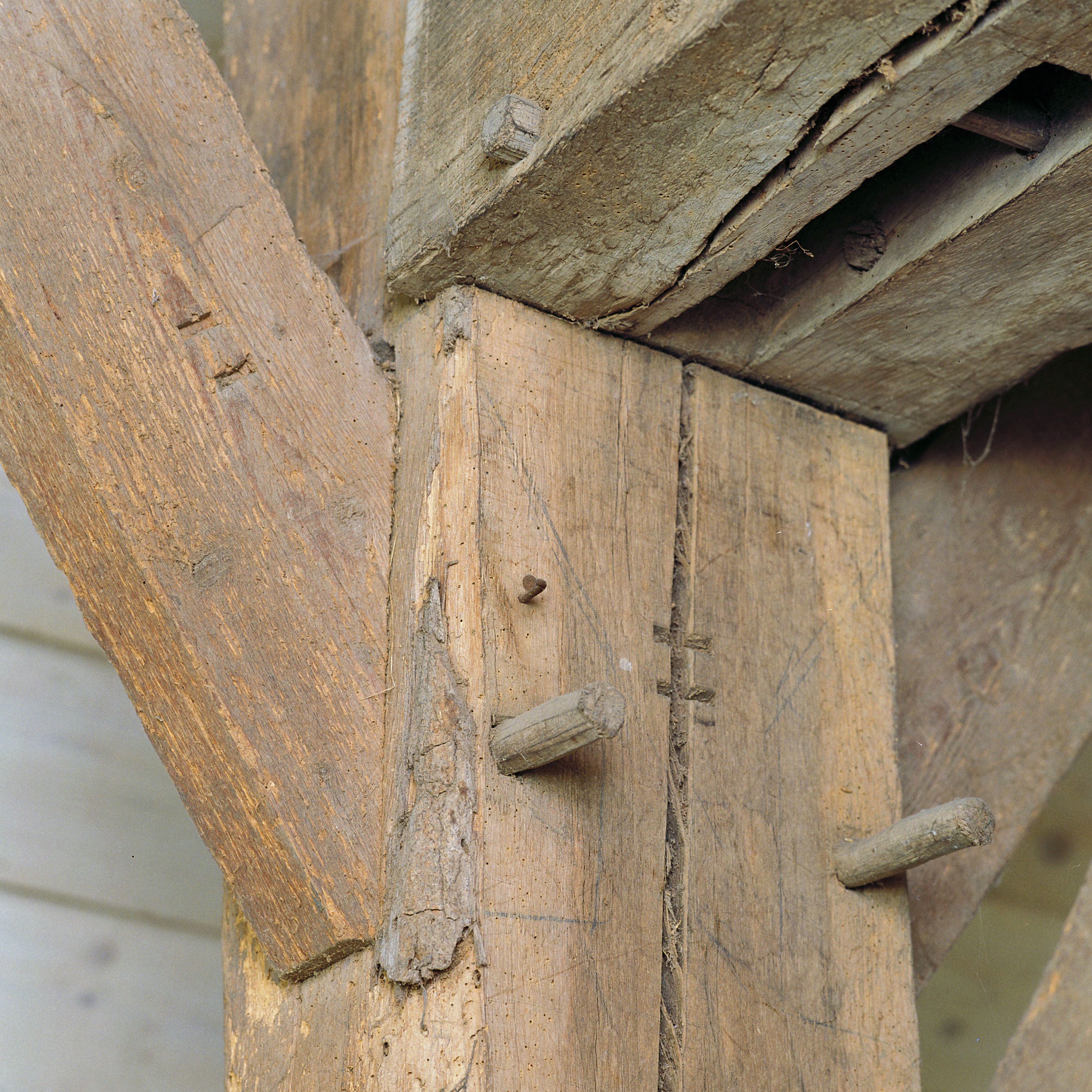
Gehakt telmerk